# Desarrollo social
El desarrollo social hace referencia a la evolución y mejora de las condiciones de vida de los individuos de la sociedad y de las relaciones que estos individuos mantienen entre sí, y con los demás grupos e instituciones que conforman el tejido social de una comunidad. Consiste en el desarrollo del capital humano y el capital social de una comunidad, que abarca aspectos como la salud, la educación, la seguridad ciudadana y el empleo, y sólo se realiza reduciendo los niveles de pobreza, desigualdad, exclusión, aislamiento y vulnerabilidad de los grupos más necesitados. De acuerdo al Banco Mundial, el desarrollo social «se centra en la necesidad de "poner en primer lugar a las personas" en los procesos de desarrollo».
Con base en lo que muestran los datos empíricos y la experiencia en campo, el desarrollo social promueve el crecimiento económico y conduce a mejores intervenciones y a una mayor calidad de vida.

## Desarrollo social y las Naciones Unidas
El 11 de diciembre de 1969 la Asamblea General de las Naciones Unidas número 1829 a través de la resolución 2542 (XXIV) adoptó la Declaración sobre el progreso y el desarrollo en lo social, compuesta por 27 artículos, buscando sentar una base para las políticas de desarrollo social. Mas adelantes, el 4 de diciembre de 1986 la Asamblea General en su resolución 41/128 adoptó la Declaración sobre el derecho al desarrollo que establece el derecho al desarrollo como un derecho humano inalienable y en donde se equipara al desarrollo social al mismo nivel que el económico, político y cultural.

## Medición del desarrollo social

### Índice de desarrollo humano
El Informe sobre desarrollo humano de 2010 introdujo un índice de desarrollo humano ajustado por desigualdad (IHDI). Si bien el IDH simple sigue siendo útil, PNUD afirma que «el IHDI es el nivel real de desarrollo humano (que representa la desigualdad), mientras que el IDH puede verse como un índice de desarrollo humano 'potencial' (o el nivel máximo de IDH) que podría lograrse si no hubiera desigualdad.»
El índice se basa en el enfoque de desarrollo humano, desarrollado por Mahbub ul Haq, a menudo enmarcado en términos de si las personas pueden «ser» y «hacer» cosas deseables en su vida. Los ejemplos incluyen estar bien alimentado, protegido, sano y actividades como trabajar, educarse, votar y participar en la vida comunitaria. La libertad de elección es fundamental: alguien que elige tener hambre (como durante un ayuno religioso) es diferente de alguien que tiene hambre porque no puede permitirse comprar comida o porque el país está en una hambruna.